# Bologna (metrostation)

Bologna is een metrostation in de Italiaanse hoofdstad Rome dat werd geopend op 8 december 1990. 

## Geschiedenis
In het metroplan van 1941 waren twee lijnen opgenomen tussen Termini en de noordoostelijke wijken van Rome. Lijn B zou onder de Via Nomentana naar Monte Sacro lopen terwijl lijn C onder de Via Tiburtina naar de gevangenis ten noorden van Rebibbia zou lopen. Het duurde tot 1982 voordat met de aanleg van een metrolijn naar het noordoosten werd begonnen. In plaats van beide lijnen te bouwen werd tussen Termini en de Piazza Bologna een tunnel, parallel tussen de beide routes uit 1941, gebouwd als verlenging van lijn B. Het westelijke deel van deze tunnel is geboord terwijl tussen de Piazza Lecce en Bologna sprake is van een dubbeldekstunnel die als openbouwputtunnel is gebouwd. Ten oosten van Bologna volgt B een route op ongeveer 400 meter ten noorden van de Via Tiburtina. Deze bereikt bij Santa Maria del Soccorso het traject dat in 1941 was voorgesteld voor lijn C. De verlenging naar Rebibbia werd op 7 december 1990 geopend, lijn C kwam pas in 2003 weer ter tafel zij het met een andere route. Ten behoeve van de wijken ten noorden van Bologna werd tussen 2005 en 2012 lijn B1 naar Monte Sacro gebouwd die bij Bologna aftakt van lijn B.

## Ligging en inrichting
De splitsing van de lijn was al voorzien in het ontwerp van 1982 en daarom werd gekozen om de sporen niet naast elkaar maar boven elkaar te leggen zodat een conflictvrije splitsing mogelijk is. Deze, voor Rome ongebruikelijke,  constructie is later ook gebruikt bij Cipro en Valle Aurelia. De splitsing ligt direct ten oosten van de perrons, het bovenste spoor wordt gebruikt door de metro's naar het noorden en oosten, het onderste spoor wordt gebruikt door de metro's richting Laurentina.
De perrons aan de zuidkant van de sporen zijn met roltrappen en liften verbonden met de ondergrondse verdeelhal. De toegangstrappen bevinden zich rondom het plein aan de buitenzijde, de lift bevindt zich midden op het plein. De verdeelhal is opgesierd met mozaïeken die voor de Artemetro Roma-prijs zijn ingezonden door de Italianen Giuseppe Uncini en Vittorio Matino, de Zwitser Karl Gestner en de Duitser Ulrich Erben.